# Егоршин, Василий Петрович
Василий Петрович Егоршин (1898—1985) — советский учёный, историк науки. По образованию — физик. В 1920-х — 1930-х годах выступал по философским проблемам физики и по вопросам взаимоотношения философии и естествознания. Профессор московских вузов.

## Биография
Родился 14 декабря 1898 года в селе Кувакино Алатырского уезда Симбирской губернии.
В 10 лет поступил в городское четырёхклассное училище, которое окончил за 3 года. Окончил Алатырское реальное училище. В 1916 году поступает в Казанский университет.
С началом Февральской революции бросает учёбу и возвращается в Алатырь, где занимается агитацией среди солдат и рабочих. Принимает активное участие в работе местной партийной организации. С марта 1918 года — член коллегии уездного отдела народного образования. С декабря 1919 по июль 1920 года был заведующим губотделом народного образования в Барнауле. С 1921 года жил в Москве, получает высшее образование.
Входил в первый состав Института красной профессуры по естественному отделению (1924). Работал в Секции естественных и точных наук (позже — Ассоциации институтов естествознания) Коммунистической академии, а затем в институте философии в секции диалектики естествознания. Вёл также педагогическую работу в Коммунистическом университете им. Свердлова.
В 1928—1929 годах назначался партийными органами ректором Донского политехнического института. В 1930−1932 годах — профессор МГУ.
К концу 1920-х годов наметилась политизация позиций Егоршина. Совместно с философами Ф. В. Константиновым и М. Б. Митиным опубликовал статью «За большевизацию работы на философском фронте» (сборник «За поворот на философском фронте. Вып.1», М.— Л., 1931). В марте 1931 года он выступил с докладом на собрании коммунистов-физиков Москвы «О положении на фронте физики и задачи Общества физиков-материалистов при Комакадемии». Его взгляды явились предметом критики физика И. Е. Тамма в статье «О работе философов-марксистов в области физики» в 1933 году.
В 1934 году Егоршин пишет статью «Из истории механики эпохи Возрождения» и публикует её в журнале «Под знаменем марксизма». В следующем году он подготавливает диссертацию «Галилей в истории механики».
31 августа 1936 года был исключён из ВКП(б). 18 октября 1957 года восстановлен в КПСС. Был награждён четырьмя медалями.
Умер в августе 1985 года.

### Семья
Сын В. П. Егоршина — Олег Васильевич Егоршин — погиб в 1943 году на Великой Отечественной войне. Внук — Алексей Олегович Егоршин - работает в Новосибирске, в Институте математики СО РАН, кандидат физико-математических наук, старший научный сотрудник.